# Синдром фантомных вибраций
Синдром фантомных вибраций или синдром фантомных звонков — это состояние, сопровождаемое беспокойством, при котором человек полагает, что его мобильный телефон звонит или издает вибрации, хотя на самом деле этого не происходит. В своей диссертации, опубликованной в 2007 году, психолог из Беверли-Хиллз Дэвил Лэреми пишет о том, что примерно две трети людей постоянно слышат издаваемые телефоном звуки или вибрации, которых нет.
Люди могут услышать фантомные "звонки" во время принятия душа, просмотра телевизора или использования фена. Человеческое ухо особенно чувствительно к звукам с частотой в диапазоне 1000-6000 герц, на котором, например, звучит детский плач и заодно многие из мобильных рингтонов.
Ощущение фантомных вибраций связано с использованием на протяжении определенного времени мобильного телефона, поставленного на режим вибрации. Кора головного мозга начинает неправильно интерпретировать сенсорные ощущения от микроспазмов мышц, трения одежды о тело, которые по сути являются галлюцинациями.
В 2012 году термин синдром фантомных вибраций был признан словом года по версии австралийского словаря Маккуорри.

## Исследования
В 2010 году психологи опросили по электронной почте сотрудников нескольких медицинских учреждений, чтобы узнать, сталкиваются ли они с фантомными вибрациями. 68 % работников одного из массачусетских медицинских центров заявили о том, что сталкивались с этим феноменом, притом 13% испытывали фантомные вибрации минимум раз в день.  Выяснилось, что наибольшее число респондентов (около 60%) испытывали фантомные вибрации, нося телефон или пейджер при себе от месяца до года. Большинство опрошенных чувствовали их примерно раз в неделю или раз в месяц. Среди опрошенных тайваньских врачей около 90% сказали о том, что им знакомо это явление.
В 2012 году учёные Индианского университета провели исследование и обнаружили, что 89% студентов испытывали фантомные вибрации, когда им на самом деле никто не звонил. В среднем студенты сталкивались с фантомными вибрациями где-то раз в две недели.

Дэвил Лэреми заявляет, что этот феномен близок по природе к парейдолии — иллюзорному восприятию существующего объекта. 
«Это когда вы видите лицо в очертаниях облаков или слышите «Paul is dead», слушая песню «Битлз» задом наперед».
Он также полагает, что главными факторами подверженности людей фантомным вибрациям и звонкам является их возраст (у молодых это случается чаще), а также использование ими  мобильных телефонов для регулирования своих эмоциональных состояний.
Исследование, проведенное в 2016 году, выделяет особый тип людей, наиболее склонных к испытанию на себе фантомных вибраций: люди, которые проявляют беспокойство относительно своих дружеских связей.
Нейробиолог Слиман Бенсмаи из Университета Чикаго говорит о механистическом объяснении фантомных вибраций. В коже человека есть два типа рецепторов, которые способны ощущать вибрацию: тельца Мейснера, отвечающие за медленные вибрации, и тельца Пачини, отвечающие за высокочастотные. Большинство мобильных телефонов вибрируют на частотах 130 и 180 Герц, что могут ощущать оба типа рецепторов, хотя высокочастотные при этом активируются больше. Ученый полагает, что когда ваша одежда трется по коже, она вызывает активность тех же рецепторов. Эта активность похожа на ту, которую вызывает вибрирующий телефон, что порождает заученную ассоциацию и ощущение вибрирующего телефона. По его словам, достоверно неизвестно, какой участок мозга принимает участие в этих «глюках», но, скорее всего, это соматосенсорная кора.

## Лечение
Пути лечения фантомных вибраций или звонков еще не были глубоко исследованы. Один из способов избавиться от фантомных вибраций — перестать носить телефон в кармане и переложить его в сумку, в карман куртки или в другое место. Другой способ — полностью переставать использовать все технологии на 10 мин каждые несколько часов, заменяя их на прогулку, чтение книг, живые разговоры.